# Macrothele maculata
Espèce
Synonymes
- Diplura maculata Thorell, 1890
- Macrothele fuliginea Simon, 1891
- Macrothele variabilis Pavesi, 1898

Macrothele maculata est une espèce d'araignées mygalomorphes de la famille des Macrothelidae.

## Distribution
Cette espèce se rencontre en Birmanie, au Viêt Nam et en Indonésie à Sumatra et à Java.

## Description
La femelle holotype mesure 7,5 mm.

## Liste des sous-espèces
Selon World Spider Catalog (version 13.5, 2013) :
- Macrothele maculata annamensis Hogg, 1922
- Macrothele maculata maculata (Thorell, 1890)

## Publications originales
- Thorell, 1890 : Studi sui ragni Malesi e Papuani. IV, 1. Annali del Museo civico di storia naturale di Genova, vol. 28, p. 1-419 (texte intégral).
- Hogg, 1922 : Some spiders from south Annam. Proceedings of the Zoological Society of London, vol. 1922, p. 285-312.